# Neocrepidodera satoi
Neocrepidodera satoi es una especie de insecto coleóptero de la familia Chrysomelidae. Fue descrita científicamente en 2002 por Takizawa.